# 다이코쿠 파킹 에어리어

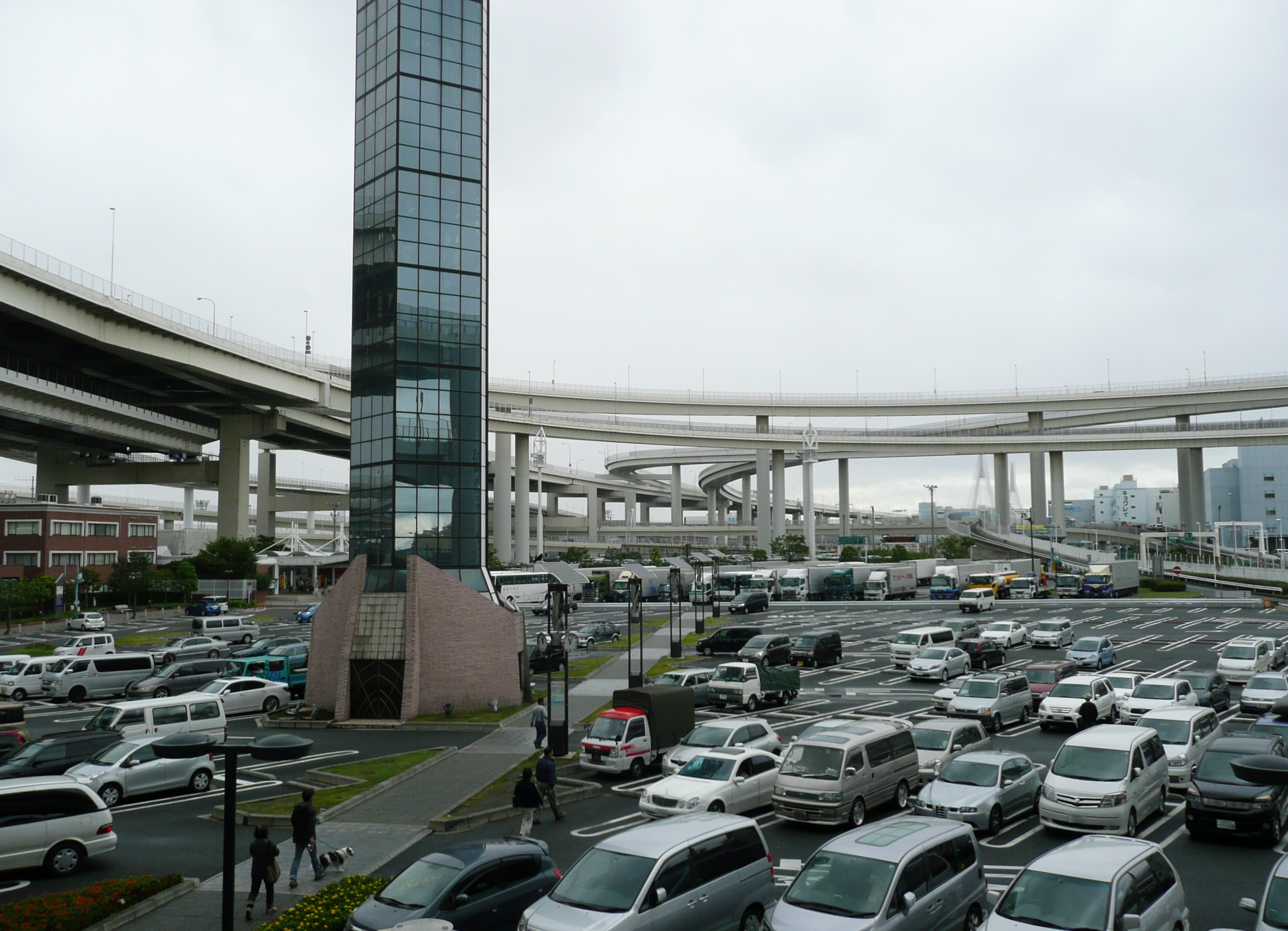
다이코쿠 파킹 에어리어

다이코쿠 파킹 에어리어(일본어: 大黒パーキングエリア)는 가나가와현 요코하마시 쓰루미구에 있는 수도고속도로 다이코쿠 국도에 위치한 휴게소이다.
수도고속도로 최대 규모의 파킹 에어리어이다. 다이코쿠 분기점과 연결되어 있으며 다이코쿠 부두 입구를 제외한 모든 방향에서 접근이 가능하다. 다이코쿠 분기점의 각 방향에서 진입하거나 본 PA 참가 후 향하는 것이 가능하므로 혼모쿠 분기점 개량 전 다이코쿠 주차장 턴어라운드는 사치우라 방면 및 이시카와초 방면의 완만 루트와 카리바 루트를 왕복하는 방식이다.